# Meggyilkolt zsidók emlékműve (Pusztakamarás)
A pusztakamarási Meggyilkolt zsidók emlékműve műemlékké nyilvánított szobor Romániában, Kolozs megyében. A romániai műemlékek jegyzékében a CJ-IV-m-B-07857 sorszámon szerepel.

## Története
Az emlékmű a nagysármási mészárlásra emlékeztet: a magyar honvédség 1944. szeptember 17-én itt végezte ki a nagysármási gettóból a pusztakamarási határba szállított 52 asszonyt, 31 férfit és 43 gyermeket.